# Oltar iz Pise
Oltar iz Pise (italijansko Polittico di Pisa) je bila velika oltarna slika z več tablami, ki jo je izdelal Masaccio za kapelo svetega Julijana v cerkvi Santa Maria del Carmine v Pisi. Lastnik kapele je bil notar Giuliano di Colino, ki je 19. februarja 1426 za vsoto 80 florinov naročil delo. Plačilo za delo je bilo evidentirano 26. decembra tega leta. Oltarna slika je bila razstavljena in razpršena po različnih zbirkah in muzejih v 18. stoletju, vendar je bil poskus rekonstrukcije mogoč zaradi podrobnega opisa dela, ki ga je naredil Vasari leta 1568.
To je bila slika s tempero na zlati podlagi in leseni tabli. Prvotno je imela vsaj pet predelkov, organiziranih v dveh registrih, ki tvorijo deset glavnih plošč, od katerih je znano, da so preživele samo štiri. Druge štiri stranske plošče in tri plošče predele (od katerih sta dve imeli dvojno sceno) so zdaj v Gemäldegalerie, Berlin. Osrednja tabla oltarja je bila Marija z otrokom z angeli, izdelana v sodelovanju z Masacciovim bratom Giovannijem in Andreo di Giustom, ki je zdaj v Narodni galeriji v Londonu.
Od leta 2010 je znanih enajst tabel, ki ne zadoščajo za zanesljivo rekonstrukcijo celotnega dela. Manjkajo zlasti štiri stoječe figure svetnikov, ki bi obkrožale osrednjo tablo. Vasari pravi, da so bili to svetniki, prikazani v pripovednih prizorih predele: Peter, Janez Krstnik, Julijan in Nikolaj. Zlasti ni jasno, ali so ti večji svetniki zasedali bolj tradicionalne posamezne uokvirjene predelke, kot so predlagali C. Gardner von Teuffel in drugi, ali so stali v enotnem polju z osrednjo Devico in otrokom, kot je predlagal John Shearman, ki naj bi postal običajen slog v naslednjih desetletjih.

## Preživele table
Enajst ohranjenih tabel oltarne slike, ki je edino dokumentirano delo Masaccia, je v različnih muzejih. Znanstveniki predvidevajo rekonstrukcijo oltarne slike na podlagi zelo popolnega Vasarijevega opisa.
Enajst ohranjenih plošč je:
- Zgornji register: Križanje (Neapelj); Sveti Pavel (Pisa); Sveti Andrej (Malibu)
- Spodnji register: Marija z otrokom z angeli (London); Avguštin, Hieronim, dva karmeličanska svetnika (vsi Berlin)
- Predela (vsi Berlin): Poklon Treh kraljev; dva prizora križanja sv. Petra in mučeništva sv. Janeza Krstnika; dva prizora iz legend o svetem Julijanu in svetem Nikolaju

### Zgornji register

#### Križanje
Križanje je bilo postavljeno nad osrednjo tablo oltarne slike, kar je poudarilo daritveno (evharistično) naravo osrednje table. Čeprav tabla nenaturalistično prikazuje pripoved na zlatem ozadju (srednjeveška formula za prikazovanje svetih prizorov), Masaccio ustvarja učinek realnosti s prikazom dogodka od spodaj, kot ga je gledalec pred oltarjem resnično videl. Na ta način skuša gledalca privezati na prizorišče, narediti sveto dostopno običajnemu kristjanu.

#### Svetniki
Tabla Pavla iz Tarza je zdaj v Museo Nazionale di Pisa je edini del naročenega dela, ki ostaja v Pisi. Običajno je rekonstruiran kot ena od dveh bočnih tabel na levi strani Križanja. Sveti Andrej je bil ena od dveh bočnih tabel na desni strani Križanja in je zdaj v muzeju Getty v Los Angelesu.
- Sveti Pavel, zdaj v Pisi
- St Andrew, zdaj Malibu, 52,4 cm × 32,1 cm

### Spodnji register

#### Marija z otrokom z angeli
Osrednja tabla oltarne slike je bila Marija z otrokom z angeli, izdelana v sodelovanju z Masacciovim bratom Giovannijem in Andreo di Giustom. Naslikana je bila leta 1426. Tabla je v zelo poškodovanem stanju in manjša od prvotne velikosti; izgubila je morda celo 8 cm na dnu in 2-2,5 cm na vsaki strani.
Na sliki je šest figur: Marija z otrokom in štirje angeli. Marija je osrednja figura in je večja od vseh drugih, kar pomeni njen pomen. Jezus sedi na njenih kolenih in jé grozdje, ki mu ga je ponudila mati. Grozdje predstavlja vino, ki se je pilo pri zadnji večerji in simbolizira Kristusovo kri. Čeprav je izjemno bebast dojenček (v primerjavi z dojenčki Masaccievih neposrednih predhodnikov, kot sta Lorenzo Monaco ali Gentile da Fabriano), je grozdje simbol njegove krvi – tako kot rdeče vino obhajila –, kar kaže na Kristusovo zavedanje njegove morebitne smrti. Marija žalostno gleda svojega otroka, saj se zaveda njegove usode.
V mnogih pogledih je slog slike tradicionalen; drago zlato ozadje in ultramarinske draperije Device, njeno povečano merilo in njena hierarhična predstavitev (slovesno ustoličena) se ujemajo s poznosrednjeveškimi formulami za predstavitev Marije in Jezusa v slavi. V drugih pogledih pa je slika korak stran od mednarodne gotike v smislu, da je Masaccio ustvaril bolj realističen pristop k temi:
- Obrazi so bolj realistični in ne idealizirani.
- Dete Jezus je manj majhen človek in bolj otročji.
- Poskus ustvarjanja globine je bil poskus Masaccia s postavitvijo dveh angelov v ozadju in z uporabo linearne perspektive na prestolu.
- Modeliranje je jasno vidno, saj vir svetlobe prihaja z leve strani slike.
- Marija je zajetna figura, ki izhaja iz klasičnih modelov, njena draperija pa ima večje in bolj naravne gube, ki oblikujejo njeno telo.

Masaccio je uporabil linearno perspektivo za ustvarjanje slikovnega prostora; vidi se na ortogonali na vencu njenega prestola. Točka izginotja je na otrokovem stopalu. Razlog za to je, da je bilo delo prvotno postavljeno nad upodobitev Poklon Treh kraljev, v kateri eden od kraljev poljubi Jezusovo stopalo.
Čeprav sta sliki opazno različni (subjekti so različno oblečeni in na različnih stolih), je Marija na obeh delih bolj ali manj v enakem položaju. Ta paralelizem je zasnovan tako, da ima gledalec enak odnos kot kralj, ko gleda Marijo z otrokom. Predstavljajo si jih, da klečijo pred Marijo in bi se zlahka nagnili naprej, da bi poljubili Jezusovo nogo.
Masaccio je uporabil tudi prekrivanje figur in predmetov za ustvarjanje slikovnega prostora, kot sta dva angela v ospredju, ki prekrivata prestol, in prestol, ki prekriva dva angela v ozadju.

#### Bočni svetniki
To so štiri table, vse zdaj v Gemäldegalerie, Berlin, vse velikosti 38 cm × 12 cm. Prikazujejo Avguština iz Hipona, Hieronima in dva neznana karmeličanska svetnika, enega z brado in drugega s tonzuro.
- Sveti Avguštin, Berlin
- Sveti Hieronim, Berlin
- Bradati karmeličanski svetnik, Berlin
- Karmeličan, Berlin

### Predela
Postavljena je bila pod osrednjo tablo ali table; verjetno so bile le tri ohranjene, glede na večino rekonstrukcij. Merijo približno 21 cm × 61 cm in so zdaj v Gemäldegalerie v Berlinu. Prikazujejo Poklon Treh kraljev, ki ga je posebej hvalil Vasari in naj bi bilo osrednje podokno, dva prizora križanja sv. Petra in mučeništva sv. Janeza Krstnika ter dva prizora iz legend o sv. Julijanu in sv. tretja plošča. Te zgodbe izvirajo iz kompilacij, kot je Zlata legenda. Na zadnjem, levo Julijan Hospitaler ubije svoje starše, potem ko ga je napačno obvestil hudič, prikazan v sredini. Na desni sveti Nikolaj na skrivaj potiska zlato skozi okno spalnice dveh revnih deklet, da bi jima priskrbel doto.
- Mučeništva svetega Petra in Janeza Krstnika, Berlin
- Poklon Treh kraljev, Berlin
- Prizori iz legend o svetem Julijanu in svetem Nikolaj, Berlin